# Selakkar
Selakkar is een bestuurslaag in het regentschap Karo van de provincie Noord-Sumatra, Indonesië. Selakkar telt 345 inwoners (volkstelling 2010).